# إسماعيل خضر
إسماعيل خضر (1939 - 12 يناير 2015) هو مغني أردني.

## حياته ونشأته
وُلِد إسماعيل خضر سنة 1939 في قرية بورين في قضاء نابلس. وجاء إلى عمان مع أهله ضمن عائلةٍ مكوّنة من تسعة أفراد مع النكبة. تربّى في عائلة عسكرية، حيث كان والده وأخوه في الجيش. وفي عمر الثامنة عشر أصيب في ظهره خلال مباراة كرة قدم، فخضع لعملية جراحية. ما منحه معاملةً خاصة من عائلته. ورغم صرامة والده إلا أنه لم يقف في طريقه عندما اختار الفن.
تزوّج إسماعيل خضر عدّة مرات، وله من الأولاد ياسمين ومصطفى ومحمود. خلال فترة زواجه، سببت عقليته الصارمة وسوء إدارته الخلاف الطويل مع زوجته، فانفصلا عدّة مرات كان آخرها طويلًا، فبقي وحيدًا مدةً طويلة، وكان لا يزال يعيش في حي نزال، يعمل في الحفلات الخاصة أحيانًا وأحيانًا في المقاهي.

## مسيرته
نشأ في بداية الأمر رياضيا يهوى الملاكمة والمصارعة، بالإضافة إلى ذلك فقد كان مطربا هاويا يشترك في الحفلات الخاصة ويغني لـ فريد الاطرش ولـ محمد عبد الوهاب. وبقي مقلدا للآخرين حتى بداية 1962 عندما قدم أول أغنية له.
كانت أول أغنية خاصة لإسماعيل خضر هي أغنية (على جناح الطير لابعث سلامي)، مع الملحن جميل العاص.
في الخمسينيات تعرّف على روحي شاهين، والذي سيصير ملحنًا في فترة لاحقة من حياته، فعرف شاهين أن إسماعيل يغني، وأنه تعلّم العزف على العود بمفرده لأنه لم يستطع تحمّل تكاليف معهد موسيقي. ومع الوقت، كبرت العلاقة بينهما. وفي سينما البترا في عمّان شاهد روحي صديقه يغني لعبد الوهاب وفريد الأطرش بإتقان.
عام 1956، بعد أن نُقلت إذاعة المملكة الأردنية الهاشمية من رام الله إلى عمان. وضمن مشروع إحياء الفلكلور الأردني، وجه مسؤولو الإذاعة لتأسيس قسم موسيقي من أجل هذه الغاية. وانتقل العاملون في الإذاعة إلى عمّان ليقودوا القسم الموسيقي، وكان منهم جميل العاص وفهد النجار ورامز الزاغة وتوفيق النمري. وفي نهاية الخمسينيات أنتجت الإذاعة برنامج ركن الهواة، لأجل اكتشاف المواهب الغنائية. وهنا تقدّم إسماعيل خضر لامتحان على الهواء مباشرة، وغنى «عندما يأتي المساء» لمحمد عبد الوهاب، فأُعجب القائمون على البرنامج بصوته وعرض عليه جميل العاص والمطرب فهد النجار أن يعمل في القسم الموسيقيّ في الإذاعة.
في اليوم التالي ذهب روحي شاهين إلى حارة الشركس في منطقة المهاجرين في عمّان إلى بيت إسماعيل. استقبلته والدته، وأخبرته أن إسماعيل لم ينم الليل من الفرحة. ورغم أن راتب الوظيفة لم يكن عاليًا إلّا أن إسماعيل قبله بتشجيع من روحي الذي قال له إنها فرصة جيدة ليتمرّن على الغناء.
تميّز إسماعيل بصوته الطربي، لذا قلّما حصل على لحنٍ من توفيق النمري الذي حاول إعادة إحياء تراث الشمال بتصرف، واقترب أكثر من أعمال جميل العاص. واتجه إلى الغناء بلهجةٍ فصحى أو أردنية بيضاء، وهو نهج اتخذه فهد النجار، رئيس كورال الإذاعة، حتى إن تلميذه المغني رامي شفيق يعتقد أن إسماعيل تأثّر بمدرسة فهد النجار الغنائية قدر تأثره بفريد الأطرش ومحمد عبد الوهاب.
وفي الستينيّات، سجّل إسماعيل في الإذاعة معظم الأغاني التي اشتهر بها حتى مماته، ومنها «أنا من العقبة» و«يا طير يا طاير» وهما أغنيتان يذكرهما جمهوره العربي بشدّة، وأغاني «على جناح الطير» و«أحب مها» والعديد من الأغاني الوطنية.
وفي تلك الفترة غنى في سوريا ولبنان، وأُتيحت له سنة 1966 فرصة لقاءٍ تلفزيوني مع الملحن اللبناني نجيب حنكش في بيروت، والذي كان معروفًا بنقده لضيوفه. تنبأ حنكش له بنجاح كبير وقابله إسماعيل بابتسامات خجولة. بالنسبة له، مديح كهذا كان يعني أنه اقترب من حلمه في الغناء في مصر، التي يروي زميله فؤاد حجازي كم كان شغوفًا بها.
بعد سنتين من هذه المقابلة سافر خضر إلى السعودية لإحياء حفل التلفزيون الرسمي، لم يكن حينها معروفًا على مستوى كبير بعد. عند تقديمه لم ير أنه قد حظي بالاستقبال الذي يريد، لكن بعد انتهاء فقرته تلقى المديح الذي كان ينتظره. لقد اعترف في مقابلة معه أنه تعمّد تقديم أداء مبهر بأغنية «أنا من العقبة يا عيوني» بدافع الانزعاج ولفت الانتباه، كان يهمه أن يتم تقديمه واستقباله بشكل يليق بطموحه.
في وقت لاحق، أوائل السبعينيّات، حظي إسماعيل خضر بفرصة ثمينة للقاء ضيوفٍ من إذاعة صوت العرب المصرية، منهم وجدي الحكيم الذي كان يُلقب بمكتشف الفنانين. استمعوا إلى صوته ودعوه إلى حفل إذاعة صوت العرب التي تحتفل بذكراها سنويًا في القاهرة، وتستقطب لهذا الحفل النجوم من أنحاء البلدان العربية. أُقيم الحفل في تموز 1974 في نادي الترسانة، وأحياه إضافة لإسماعيل خضر كلّ من وردة وطلال مدّاح وفيروز وغيرهم. واعتُمد بعدها إسماعيل من الإذاعة ذات الطابع القومي فنانًا عربيًا لتُذاع أغانيه من خلالها.
بعد الحفل طلبت منه الفنانة المصرية شريفة فاضل العملَ في الغناء بكازينو الليل الخاص بها، فوافق على العرض واستقر في مصر، من هناك عمل أيضًا في كازينو الأريزونا وغيره، بجدول أعمال يوميّ ممتلئ. حضر زملاؤه من الفنانين الأردنيين إلى مصر ليشاهدوا عروضه، ودهشوا عندما وَجدوا الفنانين المصريين العمالقة يحضرون للاستماع إلى صوته. يذكر الملحن الأردني إيميل حداد، أنه رأى عبد الحليم يترك طاولته في إحدى حفلات إسماعيل ويتكئ على حافة المسرح مترنمًا على صوته. 
ذاع اسمه في مصر، وبحسب أصدقائه فقد عاش حياة النجوم المترفة، وكان رغم تواضعه وخجله يمتلك حضورًا كبيرًا، وقد انسجم مع مصر لدرجة أنه في حفلاته غالبًا ما تخرج منه جمل مصرية يخاطب بها الجمهور حتى في الأردن.
يقول فؤاد حجازي إن صناعة فنان عربي في مصر، لم تكن يومًا مهمةً سهلة، وقد حاول هو السير في هذا الطريق إلا أنه كان وعرًا. يذكر حجازي أنه في السبعينيات، وفي إحدى زياراته لمصر، سأله وجدي الحكيم مقدم برنامج «أضواء المدينة» عن إسماعيل، إذا ما كان أردنيًا فعلًا، وقال متعجبًا «كأنه مولود من بطن أمّه فنان». لاحقًا سيبقى السؤال عن إسماعيل حاضرًا بين الفنانين العرب، لكنه سيصبح سؤالًا عن الغائب الذي ترك أثرًا لعشر سنوات ورحل بلا عودة
في الثمانينيات، غنى إسماعيل، رغم وضعه النفسي السيء، في مقاهي سوريا ولبنان، ثم ذهب إلى العراق وكانت لديه علاقات جيدة فيها، ودُعي للبقاء فيها إلا أنه رفض بسبب الحرب، والأهم، لأنه كان يحلم بمصر دون غيرها، كما يروي هاني. ومنتصف التسعينيات، وفيما كان يظن أن الوضع لن يصير أسوأ، طُرِد من الإذاعة، لأنه كما يقول اثنان من أصدقائه اعتدى على أحد زملائه في الإذاعة بالضرب، إلّا أن هذا الزميل ينفي ذلك، ويقول إن النقاشات كانت تحصل لكن دون أن تتحوّل إلى خلافات.

## أعماله
- يا طير يا طاير
- أنا من العقبة
- أنا الأردن
- بلدي عمان
- من عمان هالمحبوب